# Parafia Matki Bożej Królowej Pokoju w Tarnowskich Górach
Parafia Matki Bożej Królowej Pokoju w Tarnowskich Górach – parafia rzymskokatolicka należąca do diecezji gliwickiej (dekanat Tarnowskie Góry).
Została erygowana 23 kwietnia 1978 roku. Obecny kościół parafialny zbudowano w latach 1991–1999. 

## Zasięg parafii
Do parafii należą wierni będący mieszkańcami Tarnowskich Gór (ulice: Bema, Bończyka, Hallera, Kasztanowa, św. Katarzyny, Klonowa, Korczaka, Kościuszki 10-28, Krasickiego, Kruszcowa, Lelewela, Łowiecka, Mickiewicza, Okrzei, Opatowicka, Opolska, Powstańców Śląskich, 11-go Pułku Piechoty, 3-go Pułku Ułanów, Skłodowskiej, Sobieskiego 24-38, Tatrzańska, Ułańska, Wojska Polskiego i Zielona).

## Proboszczowie
- ks. Franciszek Jastrzębski (1978–1987)
- ks. Ignacy Widera (1987–1991)
- ks. Jan Frysz (1991–2021)
- ks. Tomasz Przybyła (od 2021)[3]